# 1850 års kompromiss

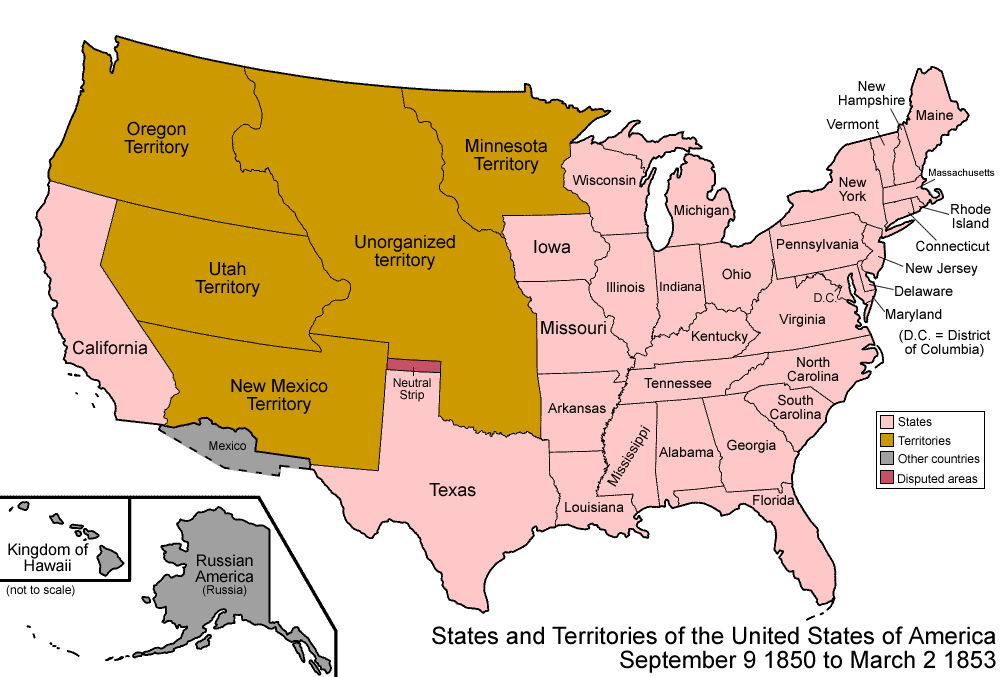
Karta över USA efter 1850 års kompromiss.

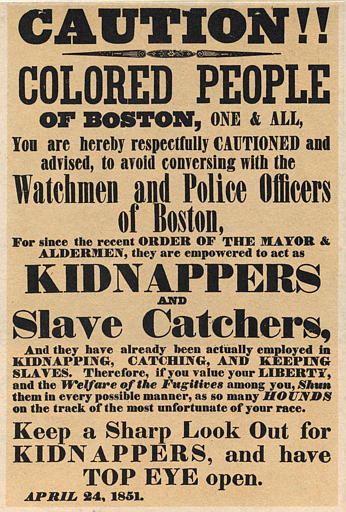
Fugitive Slave Act of 1850 blev hårt kritiserad av slaverimotståndare då den ansågs utsträcka slaveriets legitimitet till även fria stater. På detta plakat varnar abolitionister satiriskt mot poliser i Massachusetts, en fri stat, som utpekas som kidnappare och brottslingar.

1850 års kompromiss är en överenskommelse som tillkom i USA under Millard Fillmores presidenttid för att förnya Missourikompromissen, också kallad 1820 års kompromiss, gällande slaveriets reglering och Kaliforniens framtida status. 

## Tillkomst
Överenskommelsen utformades av demokraten Stephen Douglas, senator från Illinois och whigen Henry Clay, senator från Kentucky och var generellt riktad mot slaveriets utbredande, men gav eftergifter åt slavstater, bland annat genom Fugitive Slave Act of 1850, som stadgade vissa gemensamma principer om huruvida förrymda slavar skulle återlämnas till sina ägare över delstatsgränser.

## Innehåll
- Kalifornien antogs som enad och fri stat till unionen. Tidigare hade det föreslagits att dela staten i en fri stat och en slavstat, då den korsade den breddgrad som föreslagits i Missourikompromissen.
- Texas gav upp alla anspråk på New Mexico-territoriet medan dess statsskuld övertogs av den federala regeringen.
- Slavhandel förbjöds i Washington, D.C., medan slavägare tilläts hålla slavar i huvudstaden (såväl existensen av slaveri i huvudstaden samtidigt som dess yta donerats av två slavstater, Virginia och Maryland, gjorde frågan kontroversiell).
- Fugitive Slave Act påbjöd myndigheter i fria stater att återlämna förrymda slavar under vissa omständigheter. Denna del av överenskommelsen sågs av slaverimotståndare som ett svek och ökade abolitionisternas motstånd mot institutionen. En annan följd blev att Kanada blev ett huvudmål för förrymda slavar (slaveriet hade avskaffats i de brittiska kolonierna 1833). Lagen förklarades ogiltig av Wisconsins högsta domstol 1854, och den federala högsta domstolen i Washington upphävde utslaget 1859, två år innan inbördeskrigets utbrott.

## Politiska konsekvenser
Överenskommelsen förargade abolitionismen och blev tillsammans med Kansas-Nebraskalagen en ledande orsak till det nordstats- och slaverikritiska whigpartiets kollaps till förmån för det 1854 grundade republikanska partiet.